# Vua chuột

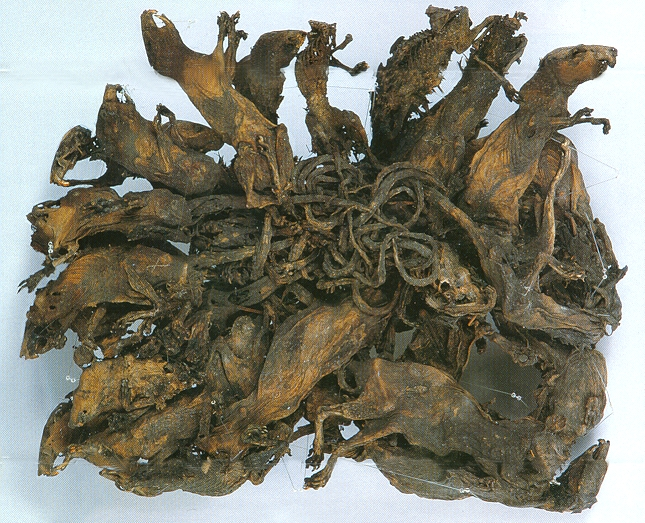
Vua chuột trong bảo tàng khoa học Mauritianum Altenburg, Đức

Vua chuột là hiện tượng những con chuột dính lại với nhau ở phần đuôi khi chúng được sinh ra hoặc sau này. Chúng có thể bị như vậy do bẩm sinh nhưng cũng có thể là do khi được sinh ra đã bị máu hay các chất nhầy, chất thải làm cho dính chặt vào nhau. Số lượng chuột bị dính đuôi vào nhau dao động từ một ít cho đến tận 30 con. Về mặt lịch sử, hiện tượng này đặc biệt liên quan đến nước Đức, nơi tạo ra nhiều vua chuột đã được báo cáo. Vua chuột thường rất hiếm và đôi khi được cho là do con người tưởng tượng ra, nhưng có một số vua chuột đã xuất hiện và được xác nhận trong giai đoạn hiện đại. Một hiện tượng tương tự xảy ra với các loài gặm nhấm nhỏ khác như chuột rừng và sóc.
Trong dân gian, hiện tượng này được xem là một điềm gở, nhất là khi nó liên quan đến dịch bệnh.